# پناهگاه حیات وحش سلکه
پناهگاه حیات وحش سِلکه یک پناهگاه حیات وحش با مساحت ۳۶۱ هکتار است که در استان گیلان در ایران قرار دارد. این پناهگاه حیات وحش طبق مصوبهٔ شمارهٔ ۵۷۹ در تاریخ ۱۳۵۴/۵/۲۱ در فهرست مناطق تحت حفاظت سازمان محیط زیست ایران قرار گرفت. این پناهگاه حیات وحش قسمت جنوبی تالاب انزلی و در محدوده شهرستان صومعه سرا، بخش تولمات و روستای صوفیانده قرار گرفته است.پاسگاه محیط بانی سلکه دهستان هندخاله در این منطقه حفاظت شده قراردارد.
سلکه در قسمت جنوبی تالاب انزلی و در محدوده شهرستان صومعه سرا قرار دارد که از شمال به تالاب از جنوب به حاشیه مزارع روستاهای هنده خاله و صوفیانده از غرب به رودخانه هنده خاله و از شرق به رودخانه تراب خاله محدود است.
این منطقه حفاظت شده سالانه میزبان پرندگان مهاجر است و یکی از تالاب‌های با ارزش شمال کشور است که پرندگان هر ساله برای تخم‌گذاری و تولید مثل به این تالاب زیبا می‌آیند.
تنها مرکز آموزشی زیست‌محیطی تالاب انزلی در این منطقه واقع شده است.

## محدوده
- پاسگاه محیط بانی سلکه در پناهگاه حیات وحش سلکه به مساحت ۳۶۰ هکتار واقع در روستای هنده خاله
- پاسگاه محیط بانی اسپند در منطقه حفاظت شده سیاه کشیم به مساحت ۴۵۰۰ هکتار واقع در روستای اسپند
- پاسگاه محیط بانی سیاه درویشان در منطقه حفاظت شده سیاه کشیم به مساحت ۴۵۰۰ هکتار واقع در روستای سیاه درویشان[۵]